# Christian Bernreiter

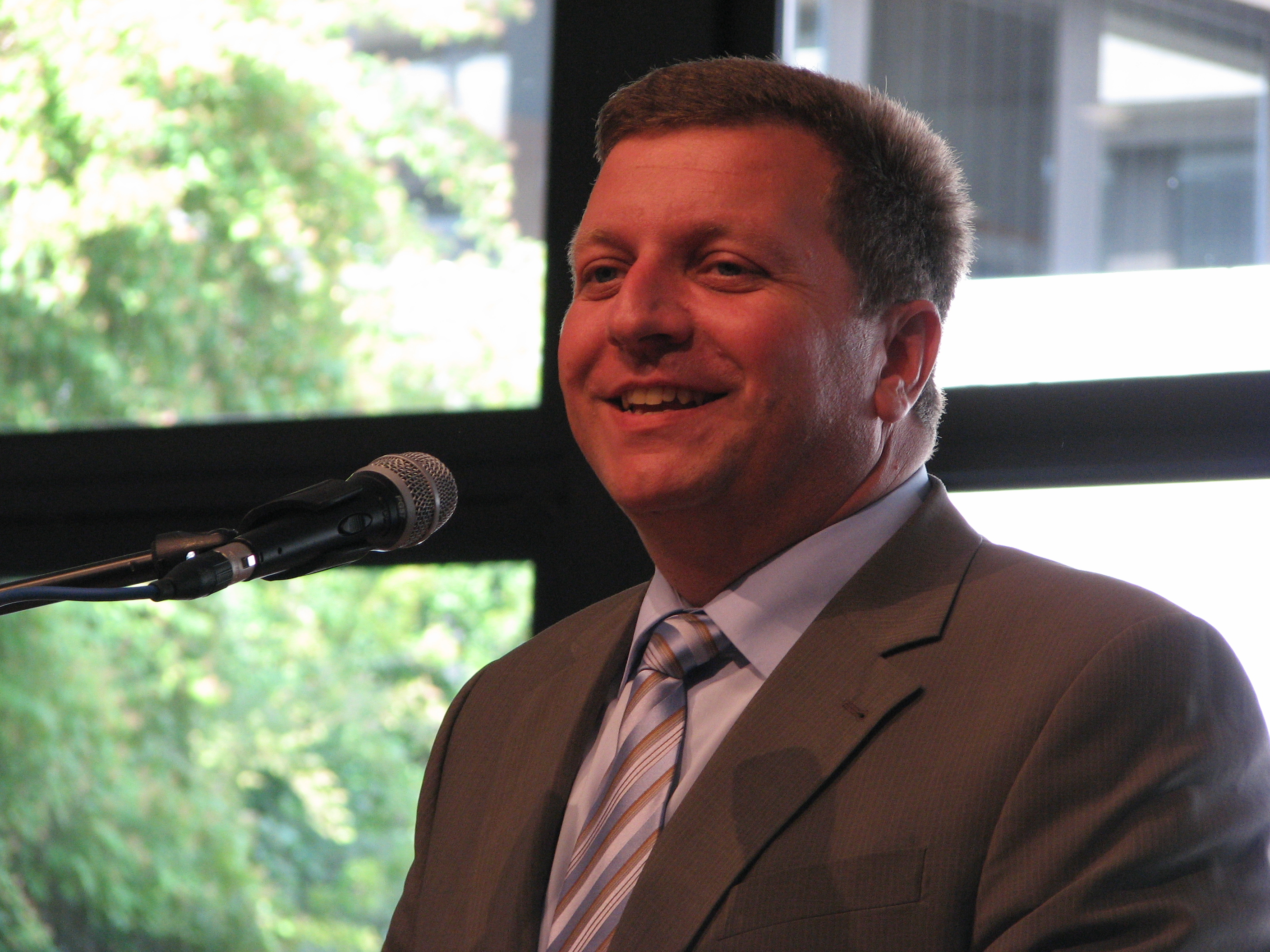
Christian Bernreiter (2007)

Christian Bernreiter (* 7. April 1964 in Straubing) ist ein deutscher Politiker (CSU). Seit 2022 ist er Bayerischer Staatsminister für Wohnen, Bau und Verkehr. Zuvor war er von 2002 bis 2022 Landrat des Landkreises Deggendorf in Niederbayern. Seit 2023 ist er Abgeordneter im Bayerischen Landtag. Seit Juli 2023 ist er Vorsitzender des CSU-Bezirksverbandes Niederbayern.

## Leben
Bernreiter besuchte 1974 bis 1983 das Robert-Koch-Gymnasium in Deggendorf. Er studierte von 1983 bis 1985 allgemeinen Maschinenbau an der TU München, ab 1985 an der FH München die Fachrichtung Stahlbau und schloss es 1989 als Dipl.-Ing. (FH) ab. Anschließend war er bis zur Kommunalwahl 2002 im elterlichen Betrieb als selbstständiger Unternehmer im Stahlbau tätig.
Er ist seit 1982 Mitglied der CSU. Von 1999 bis 2015 war er Kreisvorsitzender. Seit der Wahl zum Präsidenten des Bayerischen Landkreistages ist er kooptiertes Mitglied im Parteivorstand.
Bei den Kommunalwahlen 2002 erreichte er für den gemeinsamen Wahlvorschlag von CSU/Junge Liste 59,2 % der abgegebenen Stimmen. Bernreiter wurde bei der Kommunalwahl am 2. März 2008 für die CSU mit 69,6 % der abgegebenen Stimmen im ersten Wahlgang wiedergewählt. Beim Bayerischen Landkreistag ist er Mitglied im Ausschuss für Gesundheits- und Sozialfragen. Bernreiter war Mitglied der zwölften Bundesversammlung, die am 23. Mai 2004 Horst Köhler zum neuen Bundespräsidenten wählte. Bei der Kommunalwahl am 16. März 2014 wurde er mit 74,3 % der abgegebenen Stimmen im ersten Wahlgang wiedergewählt, ebenfalls bei den Kommunalwahlen am 15. März 2020 mit 69,5 Prozent.
Am 4. Juni 2014 wurde er auf der Landkreisversammlung in Bad Tölz zum Präsidenten des Bayerischen Landkreistags gewählt.
Seit Juni 2014 ist er Mitglied im Präsidium des Deutschen Landkreistages. Bernreiter war Mitglied der 16. Bundesversammlung, die am 12. Februar 2017 Frank-Walter Steinmeier zum 12. Bundespräsidenten wählte. Auf Vorschlag der CSU-Landtagsfraktion wurde er 2022 erneut zum Mitglied der Bundesversammlung bestimmt.
Am 23. Februar 2022 berief der bayerische Ministerpräsident Markus Söder Bernreiter im Rahmen einer Kabinettsumbildung zum Staatsminister für Wohnen, Bau und Verkehr. Damit wurde er der Nachfolger von Kerstin Schreyer.
Auf dem Bezirksparteitag der CSU-Niederbayern wurde er am 8. Juli 2023 zum Vorsitzenden des Bezirksverbandes gewählt. Sein Vorgänger in dieser Funktion war Andreas Scheuer.
Bei der Landtagswahl in Bayern 2023 zog er über das Direktmandat im Stimmkreis Deggendorf in den Bayerischen Landtag ein.
Bernreiter wohnt in Hengersberg, ist verheiratet und hat vier Kinder.

## Kritik
Im Dezember 2013 geriet Christian Bernreiter in die Kritik aufgrund seiner Aussage „Jeder, der politisch, religiös oder aus sonstigen Gründen in seinem Land verfolgt wird, muss bei uns Aufnahme finden [...] Ich behaupte aber und könnte das auch belegen, dass mindestens 90 Prozent, wenn nicht 99 Prozent, keinen solchen Grund nachweisen können“. Bernreiter wollte damit seinen Unmut verdeutlichen, dass Asylbewerber mit einem Erstantrag in einem anderen sicheren EU-Land, die anschließend illegal nach Deutschland kamen, nicht in das Erstantragsland zurückgebracht werden könnten. Bayerns Innenminister Joachim Herrmann bestätigte Bernreiters Aussage, denn „in der Regel“ würden etwa „ein bis zwei Prozent der Asylanträge nach Artikel 16a des Grundgesetzes anerkannt“.

## Ehrungen
- Am 10. Juli 2017 erhielt Bernreiter die Kommunale Verdienstmedaille in Silber.[8]
- Am 22. Juli 2019 wurde ihm der Bayerische Verdienstorden verliehen.[9]
- Am 11. Juli 2023 erhielt Bernreiter die Kommunale Verdienstmedaille in Gold.[10]